# Динамо (баскетбольный клуб, Челябинск)
Баскетбольный клуб «Динамо-Челябинск» — российский баскетбольный клуб из города Челябинска.

## История
В 1975 году решением ВФСО «Динамо» в Челябинске была организована баскетбольная команда «Динамо» (тренер В. В. Воробьев). Её курировали начальники областного УВД Руденко А. Т., Смирнов В. В.
Первым руководителем челябинского баскетбольного клуба был заместитель председателя ВФСО «Динамо» Нациевский Олег Дмитриевич.
16 игроков и тренеров находились на ставках Центрального Совета «Динамо». С 1975 по 1990 годы выступала в Первой лиге первенства РСФСР, затем СССР (5-е место).
Команда пользовалась большой популярностью в городе, её матчи посещало значительное число болельщиков, всегда выступала на первенстве ЦС «Динамо», занимая там призовые места. За это время было подготовлено 20 мастеров спорта.
Среди наиболее известных баскетболистов: А. Суханов (капитан сборной РСФСР на Спартакиаде СССР; А. Казмировский (судья всесоюзной категории); Н. Титов (чемпион СССР в составе ЦСКА); А. Базюкас (чемпион СССР в составе каунасского «Жальгириса»); А. Опошнян (член сборной клубов СССР); М. Жуланов (выступал за «Калев» г. Таллин); М. Михайлов (вице-чемпион мира 1994 и 1998 годов; выступал в клубах «Спартак» г. Санкт-Петербург, «Эстудиантес», «Реал» Мадрид, «Урал Грейт» г. Пермь; чемпион России).
В 1999 году, в городе Чебаркуль Челябинской области был основан клуб «Пеплос-Спортакадемия», в 2001 году он переехал в Челябинск и переименован в «Динамо-Теплострой». Президентом и генеральным спонсором клуба стал Сырых Валерий. С 2006 года выступал в Суперлиге, включающей дивизионы А и Б. В сезоне 2007—2008 клуб «Динамо-Теплострой» стал бронзовым призёром Суперлиги Б и шестнадцатым в Суперлиге РФБ. Чемпионом Суперлиги стал ЦСКА. До настоящего времени это высшее достижение за всю историю челябинского баскетбола.
В клубе воспитаны члены молодёжной сборной России Иван Павлов, Сергей Данкевич, мужской сборной России Андрей Зубков, в разные годы игрок клубов Единой лиги ВТБ: «Локомотив-Кубань», «Химки», «Зенит».
На Спартакиаде молодёжи РФ в 2010 году сборная Челябинской области, составленная из воспитанников «Динамо-Теплострой», заняла четвёртое место после сборных Москвы, Санкт-Петербурга и Ленинградской области. В 2010 году клуб прекратил своё участие в мужском чемпионате РФ ввиду отсутствия в г. Челябинске баскетбольной арены, соответствующей требованиям Суперлиги РФБ. До 2014 года включительно участвовал в соревнованиях Детско-юношеской баскетбольной лиги РФБ.
22 апреля 2014 года на собрании представителей баскетбольной общественности, руководителей спортивных ведомств Челябинской области и администрации областного правительства принимается решение о возрождении в Челябинске профессионального мужского клуба под названием «Динамо».
13 сентября на Алом Поле состоялась презентация команды «Динамо» (Челябинск).
В своём первом сезоне клуб принимает участие в турнире Высшей лиги РФБ. Соперниками «Динамо» были клубы из Самары, Магнитогорска, Саранска, Чебоксар, Майкопа, Нижнего Тагила, Энгельса, Динского Района, а также команда из Крыма «Муссон» (Севастополь). По итогам сезона 2014/2015 «Динамо» (Челябинск) заняло 4 место в турнире Высшей лиги.
Во втором сезоне 2015—2016 клуб принял участие в Чемпионате России среди клубов «Суперлиги-2» и занял 7 место из одиннадцати участников.
2 июня 2016 года на сайте «Динамо» (Челябинск) была опубликована информация о передислокации профессионального клуба в г. Магнитогорск Челябинской области ввиду отсутствия в Челябинске спонсоров и Дворца игровых видов спорта.
Баскетбольный клуб с новой пропиской «Динамо» (Магнитогорск) принимал участие в третьем по значимости турнире Суперлига-2 дивизион с сезона 2016—2017 по 2020—2021 и становились дважды серебряными и один раз бронзовыми призёрами.

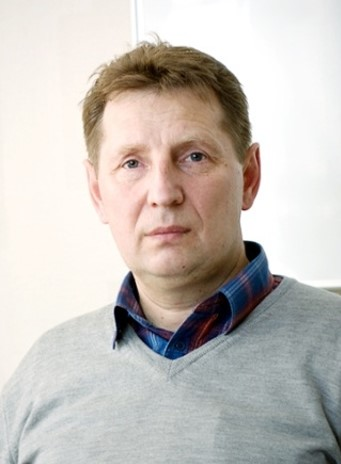
Президент и генеральный спонсор «Динамо-Теплострой» Cырых Валерий Александрович

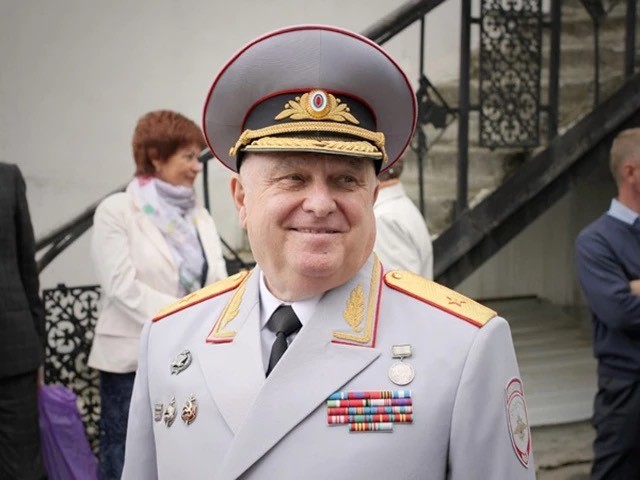
Первый руководитель ВФСО «Динамо» Нациевский Олег Дмитриевич
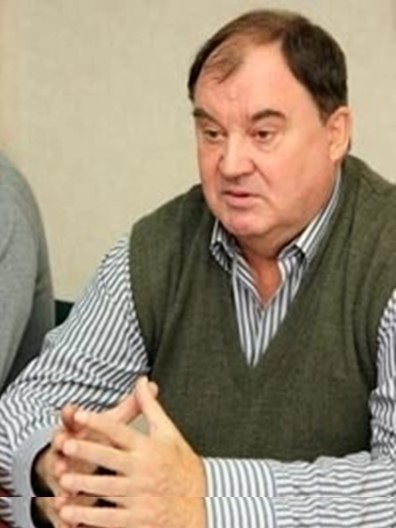
Воробьёв Валерий Васильевич
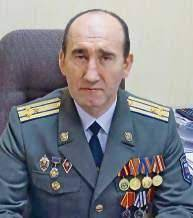
Первый заместитель председателя ЧРО Общества «Динамо», полковник Ситников Анатолий Петрович
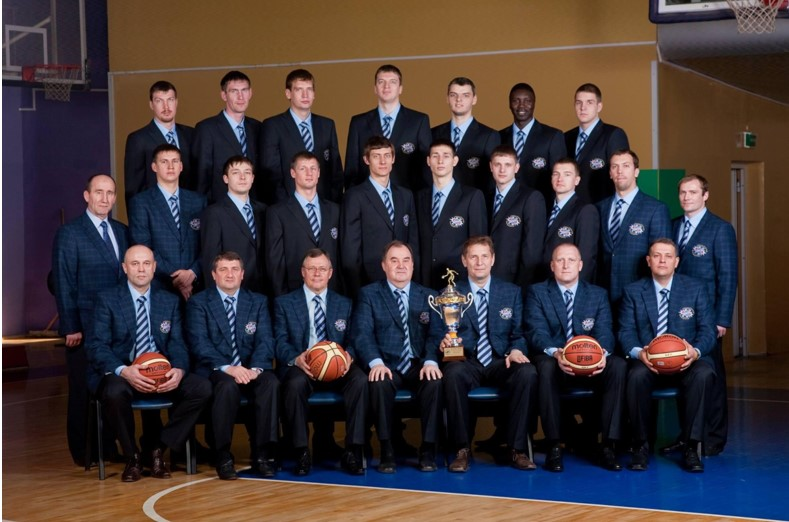
Бронзовые призёры Чемпионата России «Суперлига Б» 2007—2008 года
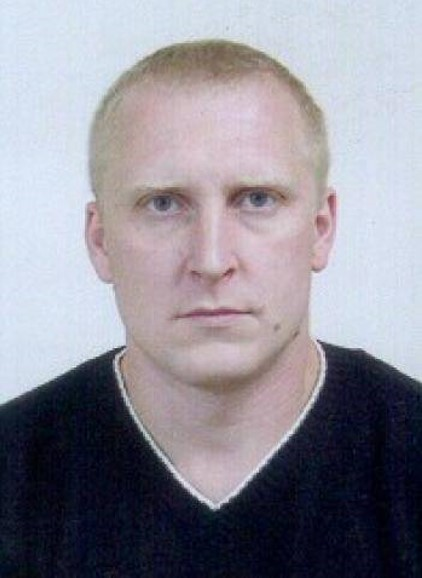
Главный тренер «Динамо-Теплострой» Жердев Эдуард Казимирович
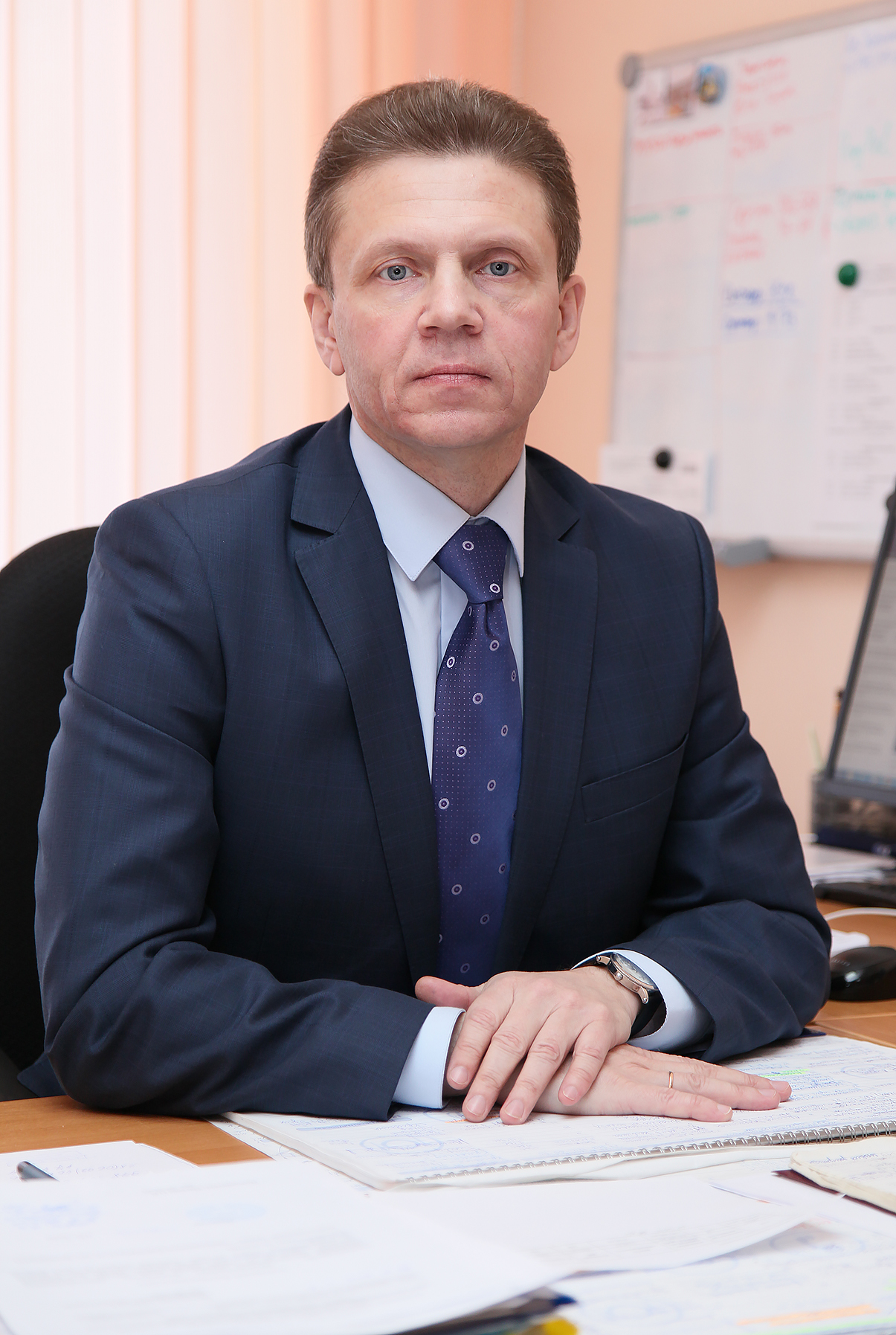
Армер Валерий Алексеевич директор команды «Динамо» (г. Магнитогорск)

## Выступления команды в чемпионатах России
| Лига  | Первая лига | Первая лига | Высшая лига / Высшая лига А | Высшая лига / Высшая лига А | Высшая лига / Высшая лига А | Высшая лига / Высшая лига А | Суперлига Б | Суперлига Б | Суперлига Б | Суперлига Б | Суперлига 3 | Суперлига 2 | Суперлига 2 | Суперлига 2 | Суперлига 2 |
| ----- | ----------- | ----------- | --------------------------- | --------------------------- | --------------------------- | --------------------------- | ----------- | ----------- | ----------- | ----------- | ----------- | ----------- | ----------- | ----------- | ----------- |
| Сезон | 2000/01     | 2001/02     | 2002/03                     | 2003/04                     | 2004/05                     | 2005/06                     | 2006/07     | 2007/08     | 2008/09     | 2009/10     | 2015/16     | 2016/17     | 2017/18     | 2018/19     | 2019/20     |
| Место | 11          | 4           | 8                           | 8                           | 4                           | 4                           | 11          |             | 5           | 9           |             |             |             |             |             |